# Men of the Desert
Men of the Desert er en amerikansk stumfilm fra 1917 af W.S. Van Dyke.

## Medvirkende
- Jack Gardner som Jack.
- Ruth King som May.
- Carl Stockdale som Mason.
- Bert Woodruff